# Élections législatives en Hongrie
Les élections législatives en Hongrie (en hongrois : magyarországi országgyűlési választások) permettent de désigner les représentants du peuple (képviselő) à la seule chambre du Parlement hongrois : l'Assemblée nationale (Országgyűlés).

## Modes de scrutin
À la suite d'une réforme en 2011, le nombre de députés à l'Assemblée nationale n'est plus de 386 mais de 199 qui sont élus pour un mandat de quatre ans au suffrage universel direct, selon un mode de scrutin majoritaire mixte. L'élection ne se compose désormais plus que d'un seul tour.
106 députés sont élus chacun dans une des circonscriptions, les 93 autres sur des listes nationales par "compensation". Pour ce faire, on rassemble tous les suffrages qui n'ont pas permis aux différentes forces de remporter des sièges dans les circonscriptions, ainsi que toutes les voix du parti ayant remporté le siège mais qui dépasse le seuil nécessaire pour l'emporter, et on effectue la répartition selon le scrutin proportionnel d'Hondt.

### Circonscriptions
Entre 1990 et 2011, le nombre de circonscriptions électorales hongroises était de 176. Depuis l'adoption de la loi CCIII de l'année 2011, ce nombre est passé à 106. Tout citoyen hongrois âgé d'au moins 18 ans et ayant préalablement récolté 500 signatures peut se présenter au poste de député à l'Assemblée nationale.

### Listes nationales
Les partis ayant présenté un candidat dans 27 circonscriptions d'au moins 9 comitats différents ainsi qu'à Budapest peuvent présenter une liste nationale.

### Listes ethniques
Chaque collectivité des minorités peut présenter une liste ethnique.